# جایزه بزرگ روسیه ۲۰۱۵
جایزه بزرگ روسیه ۲۰۱۵ (انگلیسی: ‎2015 Russian Grand Prix‎) یک مسابقهٔ موتوری در رشتهٔ اتومبیل‌رانی فرمول یک بود که در تاریخ ۱۱ اکتبر ۲۰۱۵ در پیست اتومبیل‌رانی سوچی واقع در سوچی، روسیه برگزار شد. این گراند پری در میان ۱۹ گراند پری در فصل ۲۰۱۵، مسابقهٔ شمارهٔ ۱۵ بود.
در این مسابقه که در ۵۳ دور و به مسافت ۳۰۹٫۷۴۵ کیلومتر (۱۹۲٫۴۶۷ مایل) برگزار شد، پول پوزیشن توسط نیکو رزبرگ کسب شد و سریع‌ترین زمان برای طی یک دور پیست که برابر با ۱:۴۰٫۰۷۱ بود نیز توسط سباستیان فتل به ثبت رسید.
لوئیز همیلتون از تیم مرسدس، سباستیان فتل از تیم فراری و سرجیو پرز از تیم فورس ایندیا-مرسدس به‌ترتیب مقام‌های اول تا سوم مسابقه را کسب کردند.

## رده‌بندی قهرمانی پس از مسابقه
|       | جایگاه | راننده        | امتیاز |
| ----- | ------ | ------------- | ------ |
|       | ۱      | لوئیز همیلتون | ۳۰۲    |
| ۱     | ۲      | سباستیان فتل  | ۲۳۶    |
| ۱     | ۳      | نیکو رزبرگ    | ۲۲۹    |
|       | ۴      | کیمی رایکونن  | ۱۲۳    |
|       | ۵      | والتری بوتاس  | ۱۱۱    |
| منبع: |        |               |        |

|       | جایگاه | سازنده            | امتیاز |
| ----- | ------ | ----------------- | ------ |
|       | ۱      | مرسدس             | ۵۳۱    |
|       | ۲      | فراری             | ۳۵۹    |
|       | ۳      | ویلیامز-مرسدس     | ۲۲۰    |
|       | ۴      | رد بول ریسینگ-رنو | ۱۴۹    |
|       | ۵      | فورس ایندیا-مرسدس | ۹۲     |
| منبع: |        |                   |        |

یادداشت
- تنها پنج جایگاه نخست از هر رده‌بندی نمایش داده شده‌است.